# Sonata per a piano núm. 15 (Mozart)
La Sonata per a piano núm. 15 en fa major, K. 533/494, és una composició de Wolfgang Amadeus Mozart que va acabar de compondre el 3 de gener de 1788. És una sonata escrita en tres moviments:
1. Allegro
2. Andante
3. Rondeau Allegretto

La sonata en fa major va ser escrita en dues parts, d'aquí els dos números del Catàleg Köchel. La part final, el Rondeau, fou escrit originalment com una peça separada, la K. 494. Pocs mesos després Mozart va escriure els dos primers moviments de la sonata. A petició del seu editor, Mozart va afegir aquests dos moviments al K. 494, després d'haver-la allargada per tal que quedés proporcionat als altres dos moviments. Va fer ús així de les notes més greus del piano, notes que no utilitza en la resta de moviments.